# Miagrammopes scoparius
Miagrammopes scoparius es una especie de araña araneomorfa del género Miagrammopes, familia Uloboridae. Fue descrita científicamente por Simon en 1891.
Habita en San Vicente.